# Australian Open 2018 - Quad singolare
Dylan Alcott era il detentore del titolo da tre anni e lo ha difeso superando in finale David Wagner con il punteggio di 7–6(1), 6–1.

## Teste di serie
1. David Wagner (finale)

1. Andrew Lapthorne (round robin)

## Tabellone

### Legenda
| - Q = Qualificato - WC = Wild card - LL = Lucky loser | - ALT = Alternate - SE = Special Exempt - PR = Protected Ranking | - w/o = Walkover - r = Ritirato - d = Squalificato |

### Finale
|  | Finale |              |              |      |   |  |
|  |        |              |              |      |   |  |
|  | 1      | David Wagner | David Wagner | 6(1) | 1 |  |
|  |        | Dylan Alcott | Dylan Alcott | 7    | 6 |  |

### Round robin
|    |                  | Wagner           | Alcott           | Davidson | Lapthorne | RR V–P | Set V–P | Game V–P | Classifica |
| 1  | David Wagner     |                  | 6–4, 6(4)–7, 6–4 | 6–3, 6–2 | w/o       | 3–0    | 4–1     | 30–20    | 1          |
|    | Dylan Alcott     | 4–6, 7–6(4), 4–6 |                  | 6–2, 6–0 | 6–1, 6–0  | 2–1    | 5–2     | 39–21    | 2          |
| WC | Heath Davidson   | 3–6, 2–6         | 2–6, 0–6         |          | 6–2, 6–1  | 1–2    | 2–4     | 19–27    | 3          |
| 2  | Andrew Lapthorne | r                | 1–6, 0–6         | 2–6, 1–6 |           | 0–3    | 0–4     | 4–24     | 4          |

La classifica viene stilata in base ai seguenti criteri: 1) Numero di vittorie; 2) Numero di partite giocate; 3) Scontri diretti (in caso di due giocatori pari merito); 4) Percentuale di set vinti o di game vinti (in caso di tre giocatori pari merito); 5) Decisione della commissione